# Haga (commune d'Enköping)
Haga est une localité de Suède dans la commune d'Enköping située dans le comté d'Uppsala.
Sa population était de 280 habitants en 2019.